# Neottia chenii
Neottia chenii är en orkidéart som beskrevs av S.W.Gale och Phillip James Cribb. Neottia chenii ingår i släktet näströtter, och familjen orkidéer. Inga underarter finns listade i Catalogue of Life.